# Jurkówko
Jurkówko (deutsch Hagenhorst, Forst) ist eine kleine Siedlung in der polnischen Woiwodschaft Ermland-Masuren, die zur Landgemeinde Kruklanki (Kruglanken) im Powiat Giżycki (Kreis Lötzen) gehört.

## Geographische Lage
Die Forstsiedlung (polnisch osada leśna) Jurkówko liegt im südlichen Borkener Forst (auch: Borker Heide, polnisch Puszcza Borecka) im nördlichen Osten der Woiwodschaft Ermland-Masuren. Die ehemalige Kreisstadt Angerburg (polnisch Węgorzewo) ist 25 Kilometer in nordwestlicher Richtung entfernt, während die heutige Kreismetropolo Giżycko (Lötzen) 21 Kilometer in südwestlicher Richtung entfernt liegt.

## Geschichte
Um 1865 wurde die Försterei Hagenhorst gegründet und bildete einen Wohnplatz in der Landgemeinde Jorkowen (1938 bis 1945 Jorken, polnisch Jurkowo) im Kreis Angerburg im Regierungsbezirk Gumbinnen der preußischen Provinz Ostpreußen. Im Jahre 1905 zählte die Forsthaussiedlung 6 Einwohner.
In Kriegsfolge kam auch Hagenhorst 1945 mit dem gesamten südlichen Ostpreußen zu Polen und erhielt die polnische Ortsbezeichnung „Jurkówko“. Heute ist es eine Ortschaft im Verbund der Landgemeinde Kruklanki (Kruglanken) im Powiat Giżycki (Kreis Lötzen), vor 1998 der Woiwodschaft Suwałki, seither der Woiwodschaft Ermland-Masuren zugehörig.

## Religionen
Hagenhorst war bis 1945 in die evangelische Kirche Orlowen (1938 bis 1945 Adlersdorf, polnisch Orłowo) in der Kirchenprovinz Ostpreußen der Kirche der Altpreußischen Union und in die katholische Kirche St. Bruno in Lötzen (polnisch Giżycko) im Bistum Ermland eingepfarrt.
Heute ist Jurkówko zur katholischen Pfarrei Orłowo im Bistum Ełk (Lyck) in der Römisch-katholischen Kirche in Polen hin orientiert bzw. gehört zur evangelischen Kirchengemeinde in Wydminy (Widminnen), einer Filialgemeinde der Pfarrei Giżycko in der Diözese Masuren der Evangelisch-Augsburgischen Kirche in Polen.

## Verkehr
Jurkówko liegt mitten im Wald und ist nur über einen Landweg von Jurkowo (Jorkowen, 1938 bis 1945 Jorken) aus zu erreichen. Eine Bahnanbindung existiert nicht.